# Denise Duval
Denise Duval (París, França, 23 d'octubre de 1921 - Bex, Suïssa, 25 de gener de 2016) va ser una soprano lírica francesa coneguda per les seves interpretacions en composicions de Francis Poulenc.

## Biografia
Va néixer a París, però com que el seu pare era militar va ser criada a Indoxina, Senegal i Xina abans que la família s'establís a Bordeus. Va ser allà, al conservatori de Bordeus, on va començar a estudiar música i cant. L'any 1943 va debutar professionalment interpretant Santuzza, personatge de l'òpera Cavalleria Rusticana, a l'Òpera de Bordeaux. Després d'això, durant dos anys va aprendre i interpretar diversos papers del repertori estàndard de soprano lírica: Margarida, a Faust; Mimi a La Bohème; Mélisande, a Pelléas et Mélisande; Cio-Cio-San, de Madama Butterfly, entre d'altres.
L'any 1945 va viatjar a París per una audició a l'Òpera. Allà va conèixer Max Ruppat, el representant de l'actor Maurice Chevalier. El primer que li va dir en veure-la va ser "Treu-te l'abric", amb cap intenció d'escoltar-la cantar, segons va dir la pròpia Denise Duval en una entrevista. Aquest representant la va enviar a una audició privada amb Paul Derval, en aquell moment gerent del cabaret/music hall Folies Bergère, que la va contractar a partir del 5 d'abril de 1946 per a l'espectacle variat “C’est la Folie”.
Va ser el 1947 quan va debutar a l'Òpera de París en el paper de Salomé a Hérodiade, de Massenet, i després a l'Opéra Comique fent de Madama Butterfly. Francis Poulenc va assistir a un dels assajos d'aquesta òpera per suggeriment del seu amic Max de Rieux, que es va referir a Denise Duval com “una jove que havia treballat al Folies Bergères” i en sentir-la cantar va exclamar “Aquesta és la soprano que necessito!”. Poulenc necessitava una soprano per a la seva òpera còmica, de ressonàncies surrealistes, amb text d'Apollinaire, Les Mamelles de Tirésias, que havia compost el 1945, però la producció es va posposar fins a haver trobat la protagonista adequada: Denise Duval, que havia adquirit al music hall un sentit del ritme i una desimboltura que no era habitual en altres cantants d'òpera. El compositor va quedar clarament entusiasmat amb la seva interpretació del paper, tant que just després de l'estrena va escriure: “Tinc una incrïble Thérèse [el paper que interpretava Duval] que està deixant a tot París bocabadat amb la seva bellesa, els seus dots com a actriu i la seva veu”. A partir de llavors Duval i Poulenc van mantenir una molt propera relació personal i professional. Per a ella va escriure els papers de Blanche de la Force a Dialogues des Carmélites (1957), estrenada el gener de 1957, i Elle, paper únic a La Voix humaine (1959), amb textos de Jean Cocteau, immortalitzat en un enregistrament fonogràfic impressionant dirigit per Georges Prêtre. O La Dame de Monte-Carlo (1961). També va escriure-li el cicle de cançons per a nens La Courte Paille (1960).
A més de les obres de Poulenc, amb qui el seu nom quedarà indefectiblement associat, va ser una famosa Melisande en l'òpera de Debussy Pelléas et Mélisande, que va cantar en el Festival de Glyndebourne, i Thais, de Massenet, que va cantar a Dallas el 1961 dirigida per Franco Zeffirelli. I també va ser la primera protagonista de Le oui des jeunes filles (1949), l’última òpera del cantant i compositor Reynaldo Hahn.
Va debutar en el Teatre Colón de Buenos Aires el 1960 en La veu humana, tornant el 1964 i el 1965 per a l'estrena de Diàlegs de carmelites, que serien les seves últimes actuacions provocant un abrupte final de carrera als 44 anys a causa d'una laringitis mal tractada.

## Discografia
- 1963, Claude Debussy: Pelleas Et Melisande / Vittorio Gui, Denise Duval; Michel Roux, Glyndebourne.
- Poulenc: Dialogues Des Carmélites / Dervaux, Duval, Crespin, Gorr.
- Francis Poulenc & Friends, DVD.